# Lotta ai XXIV Giochi centramericani e caraibici
I tornei di lotta ai XXIV Giochi centramericani e caraibici si sono disputati dal 29 giugno al 1º luglio 2023 presso la Cuna Del Mágico a San Salvador, in El Salvador.
Complessivamente sono state disputate 18 tornei, di cui 6 di lotta greco-romana maschile, 6 di lotta libera maschile e 6 di lotta libera femminile.
A causa della sospensione del Comitato Olimpico Guatemalteco del 2022, gli atleti del Guatemala hanno gareggiato sotto la bandiera del Centro Caribe Sports.

## Podi

### Uomini

#### Lotta libera
| Evento | Oro                       | Argento                         | Bronzo                                         |
| 57 kg  | Osmany Diversent Cuba     | Juan Ramirez Rep. Dominicana    | Jacob Moran Porto Rico                         |
| 65 kg  | Alejandro Valdes Cuba     | Sebastian Rivera Porto Rico     | Uber Cuero ColombiaCristian Santiago Messico   |
| 74 kg  | Anthony Montero Venezuela | Julio Rodríguez Rep. Dominicana | Franklin Maren CubaFranklin Gómez Porto Rico   |
| 86 kg  | Yurieski Torreblanca Cuba | Carlos Izquierdo Colombia       | Ethan Ramos Porto RicoPedro Ceballos Venezuela |
| 97 kg  | Arturo Silot Cuba         | Maxwell Lacey Costa Rica        | Pedro Garay MessicoLuis Perez Rep. Dominicana  |
| 125 kg | Jose Diaz Venezuela       | Jonovan Smith Porto Rico        | Aaron Johnson GiamaicaIbrahim Torres Cuba      |

#### Lotta greco-romana
| Evento | Oro                   | Argento                       | Bronzo                                        |
| 60 kg  | Kevin de Armas Cuba   | Samuel Gurria Messico         | Raiber Rodríguez VenezuelaRobert Pérez Panama |
| 67 kg  | Luis Orta Cuba        | Leomar Cordero Venezuela      | Edsson Olmos MessicoJulián Horta Colombia     |
| 77 kg  | Yosvanys Pena Cuba    | Emmanuel Benítez Messico      | Jair Cuero ColombiaAlvis Almendra Panama      |
| 87 kg  | Daniel Gregorich Cuba | Carlos Muñoz Colombia         | Daniel Vicente MessicoLuis Avendaño Venezuela |
| 97 kg  | Gabriel Rosillo Cuba  | Carlos Adames Rep. Dominicana | Luis López MessicoKevin Mejía Honduras        |
| 130 kg | Oscar Pino Cuba       | Edgardo López Porto Rico      | Moises Pérez VenezuelaPaul Morales Messico    |

### Donne

#### Lotta libera
| Evento | Oro                       | Argento                 | Bronzo                                                     |
| 50 kg  | Yusneylis Guzman Cuba     | Mariana Diaz Messico    | Mariana Rojas VenezuelaAlisson Cardozo Colombia            |
| 53 kg  | Laura Herin Cuba          | Karla Acosta Messico    | Betzabeth Arguello VenezuelaMaria Gonzalez Rep. Dominicana |
| 57 kg  | Angela Alvarez Cuba       | Susana Lozano Messico   | Betsabeth Sarco VenezuelaBrenda Bailey Honduras            |
| 62 kg  | Maria Santana Cuba        | Alexis Gomez Messico    | Ashley Zarate PanamaAstrid Montero Venezuela               |
| 68 kg  | Hangelen Yanes Cuba       | Nicoll Parrado Colombia | Josselyn Portillo El SalvadorÁmbar Garnica Messico         |
| 76 kg  | Tatiana Rentería Colombia | Maria Acosta Venezuela  | Milaimys Marín CubaAtzimba Landaverde Messico              |

## Medagliere
| Posizione | Paese           | Oro | Argento | Bronzo | Totale |
| --------- | --------------- | --- | ------- | ------ | ------ |
| 1         | Cuba            | 15  | 0       | 3      | 18     |
| 2         | Venezuela       | 2   | 2       | 8      | 12     |
| 3         | Colombia        | 1   | 3       | 4      | 8      |
| 4         | Messico         | 0   | 6       | 8      | 14     |
| 5         | Porto Rico      | 0   | 3       | 3      | 6      |
| 6         | Rep. Dominicana | 0   | 3       | 2      | 5      |
| 7         | Costa Rica      | 0   | 1       | 0      | 1      |
| 8         | Panama          | 0   | 0       | 3      | 3      |
| 9         | Honduras        | 0   | 0       | 2      | 2      |
| 10        | El Salvador     | 0   | 0       | 1      | 1      |
| 10        | Giamaica        | 0   | 0       | 1      | 1      |
| Totale    | Totale          | 18  | 18      | 35     | 71     |